# Kota Baru (Lahat)
Kota Baru is een bestuurslaag in het regentschap Lahat van de provincie Zuid-Sumatra, Indonesië. Kota Baru telt 4197 inwoners (volkstelling 2010).